# رابرت دادلی
رابرت دادلی (انگلیسی: Robert Dudley, 1st Earl of Leicester؛ ۲۴ ژوئن ۱۵۳۲ – ۴ سپتامبر ۱۵۸۸ (سن ۵۶)) یکی از سیاست‌مداران و از اشراف دربار الیزابت یکم که روابط بسیار نزدیک و دوستانه‌ای با ملکه داشت و یکی از فرمانده‌های ارتش انگلستان در شورش هلند و ناوگان اسپانیایی آرمادا و جنگ هشتادساله بود.